# Accord de Ouagadougou (2007)
Pour les articles homonymes, voir Accord de Ouagadougou.
L'accord de Ouagadougou est signé le 4 mars 2007 par le président ivoirien Laurent Gbagbo, le chef des Forces nouvelles Guillaume Soro et le président burkinabé Blaise Compaoré. Il visait à ramener la paix en Côte d'Ivoire et à réunifier le pays. Il est suivi par 4 accords complémentaires,,,.
Le président Gbagbo propose une discussion directe avec les Forces nouvelles pour résoudre la crise après les échecs des processus de paix antérieurs, privilégiant ainsi un dialogue inter-ivoirien au détriment de médiations internationales qui n'ont pas réussi à ramener la paix. Du 5 février au 3 mars 2007 ont eu lieu à Ouagadougou (Burkina Faso) des rencontres de délégations des différentes parties. Un accord politique est signé le 4 mars par MM. Gbagbo, Soro et Compaoré, ce dernier en tant que facilitateur.
Cet accord porte sur le processus électoral, le désarmement et la réunification du pays.
En conséquence de cet accord, le président Gbagbo a nommé Soro au poste de Premier ministre le 29 mars et a signé une mesure d'amnistie le 12 avril. Un centre de commandement intégré réunissant les forces armées rebelles et gouvernementales est également créé.